# دونارکاندی
دونارکاندی (به لاتین: Donarkandi) یک روستا در بنگلادش است که در استان باریسال و در ناحیه باریسال واقع شده است.